# Worotan (rzeka)
Worotan (Bərgüşad) (orm. Որոտան, azer. Bazarçay, Bərgüşad) – rzeka w Armenii i Azerbejdżanie, lewy dopływ Araksu. Ma długość według różnych źródeł od 158 do 178–179 km, a powierzchnia jej zlewni wynosi 5 540–5 650 km². Źródła ma w Górach Karabaskich i Zangezurskich. Główne dopływy to Sisjan (prawy) i Goris (lewy).

## Hydraulika
W około 40% ma zasilanie gruntowe. Pierwotnie minimalne przepływy zwykle występowały latem i jesienią, przy czym od czasu budowy zbiornika zaporowego Spandariani dżyrambar w 1986 uległy one modyfikacji i występuje również minimum zimowe. Według dwudziestopierwszowiecznych danych średni przepływ wieloletni wynosi 20,0 m³/s, a letnio-jesienne i zimowe minima są dwukrotnie mniejsze.
W 1954 zaprojektowano kaskadę czterech zbiorników zaporowych i trzech elektrowni wodnych. Budowę rozpoczęto w 1961, a pierwszą elektrownię w miejscowości Tatew otwarto w 1970. Znajduje się ona najniżej, podczas gdy ostatnia (1989) otwarta elektrownia na zbiorniku Spandariani dżyrambar leży najwyżej.
W 2004 wybudowano tunel, którym mogą być przerzucane wody z Worotanu do Arpy, która z kolei od 1981 jest połączona tunelem z jeziorem Sewan. Przerzuty wody mogą być wykorzystane do zasilania tego jeziora, którego poziom spadł w związku z budową kaskady zbiorników na rzece Hrazdan.

## Jakość wody
W XXI w. na armeńskim odcinku rzeki ustanowione były cztery punkty monitoringu jakości wód. Regularnie stwierdzane są przekroczenia norm dla różnych związków azotu oraz niektórych metali (miedź, wanad, glin, chrom, selen, czasem też mangan, magnez). Zanieczyszczenie rośnie z biegiem rzeki. Wiązane jest to z zanieczyszczeniami komunalnymi z miast Goris i Sisjan. Podobnie rozłożone jest zanieczyszczenie DDT, natomiast zanieczyszczenie heptachlorem maleje z biegiem rzeki.

## Przyroda
W 2017 w armeńskim odcinku rzeki stwierdzono występowanie 8 gatunków ryb. W tym też roku po raz pierwszy stwierdzono inwazję czebaczka amurskiego. Historycznie występowały w niej m.in. gatunki takie jak pstrąg potokowy, Acanthalburnus microlepis, Alburnus filippi, piekielnica, boleń pospolity, Luciobarbus mursa, kleń, chramula pospolita, koza złotawa, śliz turecki, Barbatula barbatula caucasica, sum pospolity.